# Sato Tsutomu
Tsutomu Sato (sinh ngày 5 tháng 11 năm 1968) là một cầu thủ bóng đá người Nhật Bản.

## Sự nghiệp câu lạc bộ
Tsutomu Sato đã từng chơi cho Urawa Reds.